# Willye White
Pour les articles homonymes, voir White.
Willye White, née le 31 décembre 1939 à Money (Mississippi), et morte le 6 février 2007, était une athlète afroaméricaine.
Rejetée par son père noir parce qu'elle avait les yeux verts et la peau trop claire, elle est élevée par ses grands-parents. 
Elle commence à travailler dans les champs de coton à l'âge de 10 ans. Étant payé 2.5$ pour 12 heures de travail par jour, elle prend conscience que seul le sport pourra la sortir de là. La concurrence étant trop forte au sprint, elle se lance dans le saut en longueur et est recrutée par l'université du Tennessee. Elle est médaillée aux JO de Melbourne et Tokyo. Elle change d'université en 1960 et part pour Chicago. Elle est la première athlète américaine à avoir participé à 5 olympiades. Elle est intégrée à 11 Hall of Fame américains.
Elle se lance ensuite dans une carrière dans la fonction publique à Chicago et brigue même la mairie en 2003. En 1989 elle avait échoué à se faire élire vice-présidente du comité olympique américain. 
En 1991 elle fonde la Willye White Foundation pour favoriser l'amour-propre des enfants. 

## Palmarès
- Jeux olympiques d'été
  -  Médaille d'argent du saut en longueur aux Jeux olympiques d'été de 1956 à Melbourne
  -  Médaille d'argent sur 4 × 100 m aux Jeux olympiques d'été de 1964 à Tokyo

- Jeux panaméricains
  -  Médaille d'or du saut en longueur en 1963
  -  Médaille de bronze du saut en longueur en 1959
  -  Médaille de bronze du saut en longueur en 1967